# ManagerZone
ManagerZone é um jogo multiplayer online que permite milhares de jogadores interagirem entre si em um mundo dos esportes, criado em 2001 na Suécia por Johan Christenson. O jogo chegou ao Brasil entre 2002 e 2003. Em 2003, o SBT lançou um comercial sobre o jogo.
Consiste na direção de uma equipe (Hockey ou Futebol) através da Internet. A modalidade Futebol encontra-se na Temporada 65 - cada temporada atualmente possui 91 dias.
Partidas da Liga Oficial são disputadas duas vezes por semana (Quartas e Domingos) sendo que a qualquer momento pode-se modificar características táticas, técnicas e administrativas do time, como: compra e venda de jogadores, formações, investimento em juvenis ("categoria de base"), agendamento de amistosos, contratação de treinadores, indicação de treinamentos, entre outras possibilidades.
Também é possível os próprios dirigentes criarem Ligas ou Copas de Amigos, personalizando as características das mesmas.
Tem atualmente tradução para 32 idiomas, incluindo o Português Latino-Americano (Brasil) e o Português Europeu (Portugal).
Consiste na direção de uma equipe (Hockey ou Futebol) através da Internet. A modadalidade Futebol encontra-se atualmente na Temporada 50 - cada temporada possui 91 dias.